# Colinas (Maranhão)
Colinas is een gemeente in de Braziliaanse deelstaat Maranhão. De gemeente telt 36.787 inwoners (schatting 2009).

## Grensgemeenten
De gemeente grenst aan Jatobá, Sucupira do Norte, Mirador, Paraibano, Buriti Bravo, Passagem Franca en Tuntum.

## Geboren
- Carlos Brandão (1958), gouverneur van Maranhão